# Hội chợ

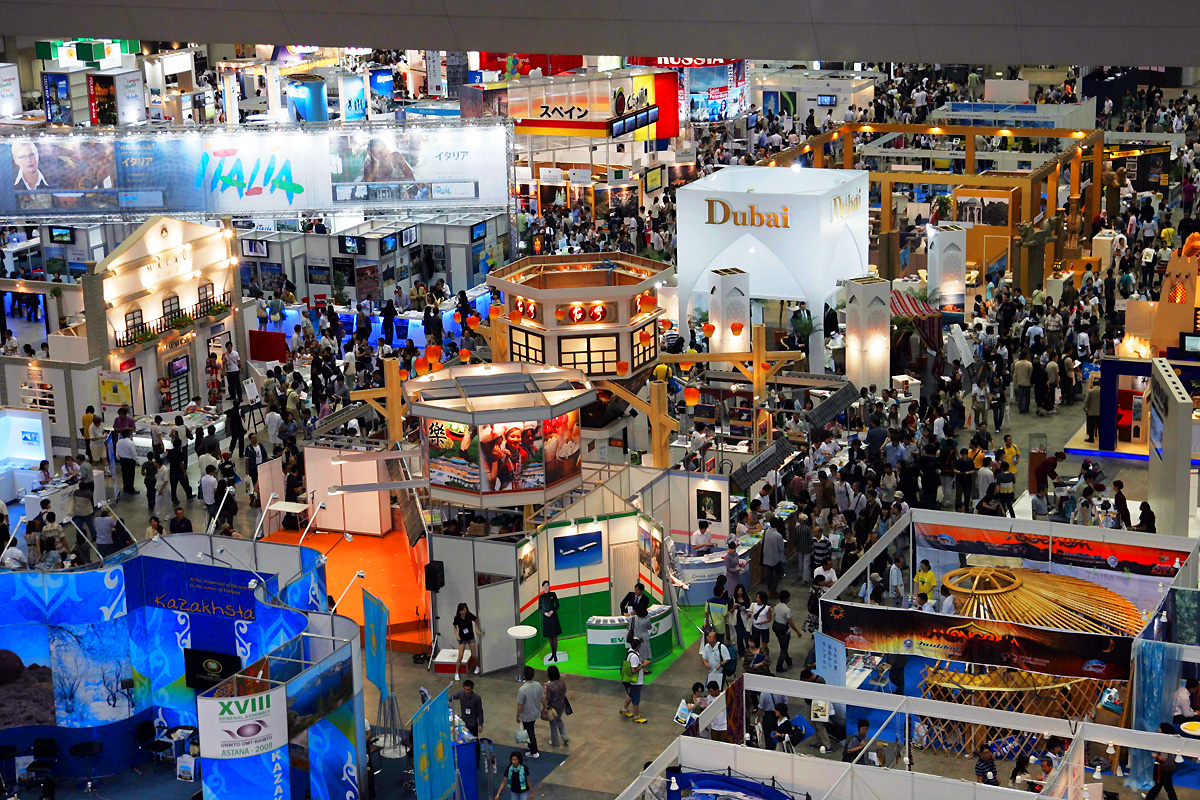
Một hội chợ thương mại về ngành du lịch

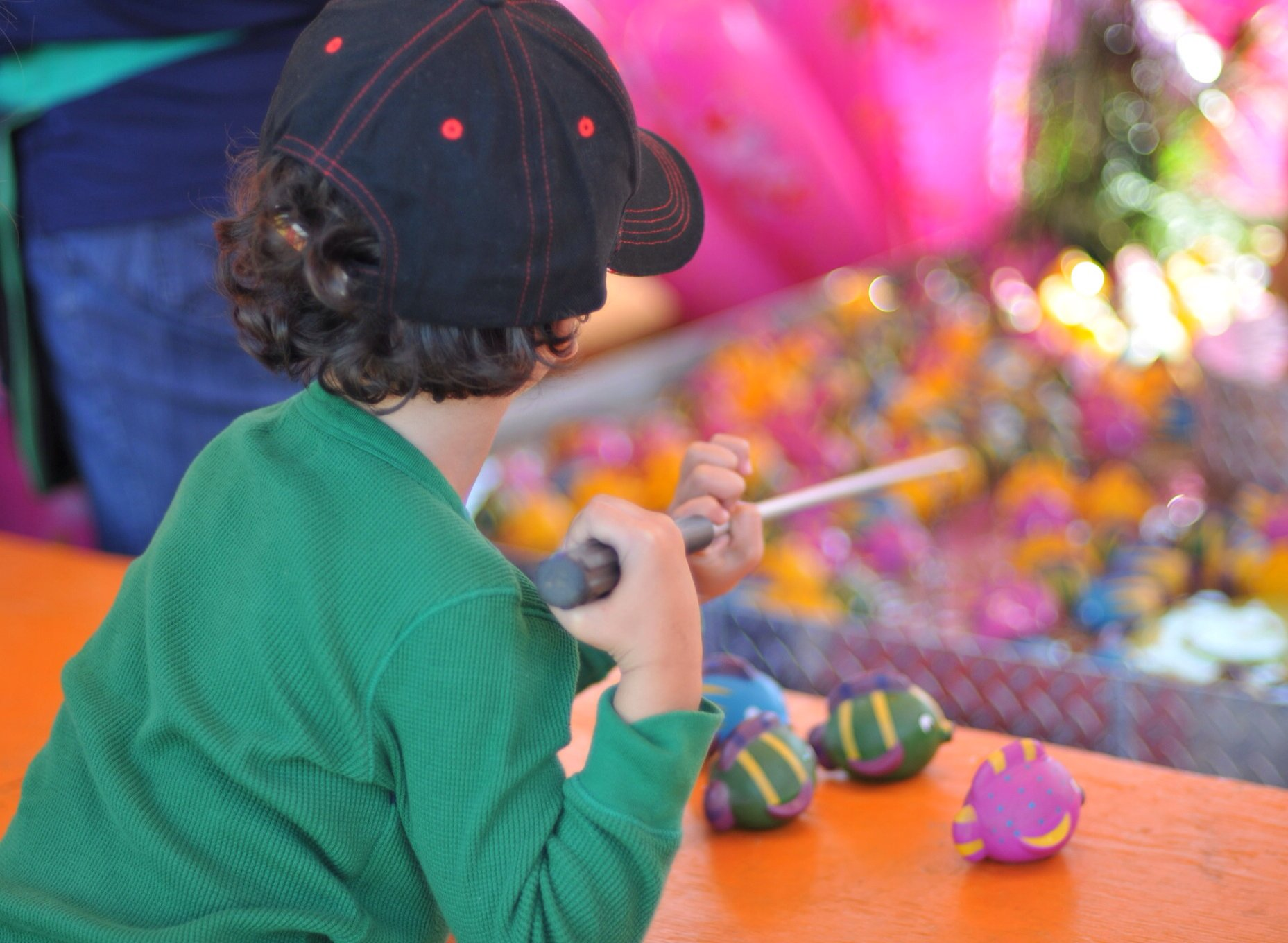
Một bé trai tại hồ cá ở Rockton World's Fair, Canada, 2010

Hội chợ là nơi tụ tập đông người cùng nhiều hoạt động vui chơi hoặc thương mại khác nhau. Thời gian trung bình của một buổi hội chợ thường kéo dài từ một buổi chiều đến nhiều tuần lễ.

## Các loại hội chợ
Các thể loại hội chợ bao gồm:

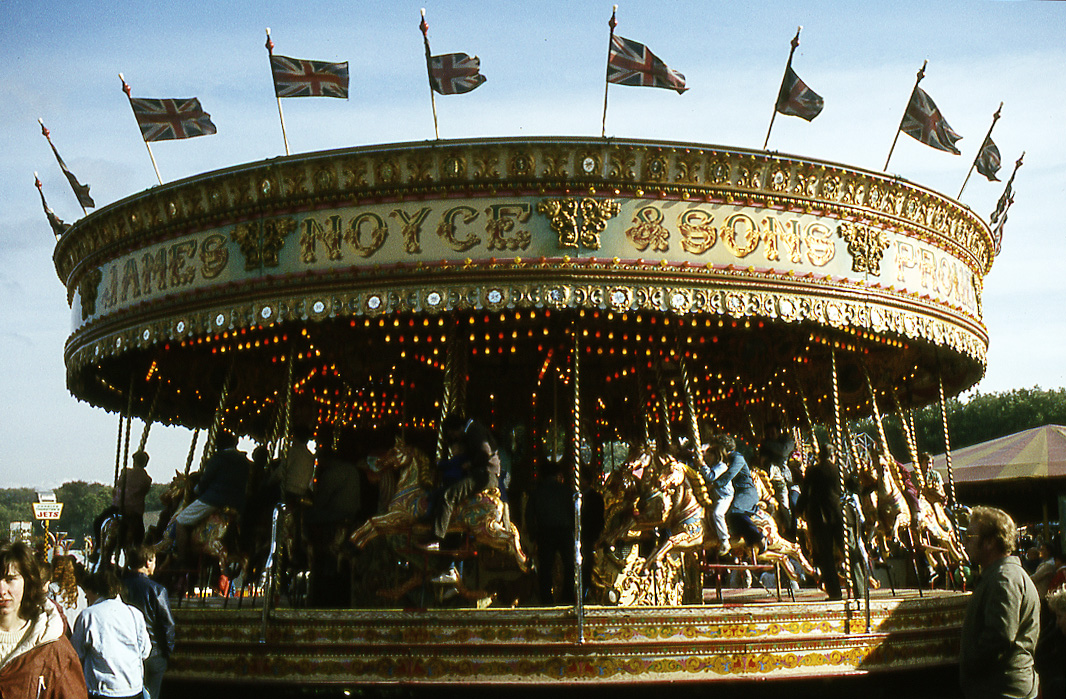
Cỗ xe ngựa quay thường xuất hiện tại các hội chợ

- Hội chợ nghệ thuật, bao gồm triển lãm nghệ thuật và lễ hội nghệ thuật.[1]
- Hội chợ quận (Hoa Kỳ) hoặc triển lãm quận (Vương quốc Anh), một triển lãm nông nghiệp công cộng trưng bày thiết bị, động vật, thể thao và giải trí liên quan đến nông nghiệp và chăn nuôi.
- Lễ hội, một sự kiện thường được phối hợp với một chủ đề, ví dụ: âm nhạc, nghệ thuật, mùa, truyền thống, lịch sử, dân tộc, tôn giáo hoặc một ngày lễ quốc gia.
- Hội chợ sức khỏe, một sự kiện được thiết kế để tiếp cận với mục đích cung cấp thuốc phòng ngừa cơ bản và tầm soát y tế
- Hội chợ thú cưng, một sự kiện nơi mọi người mua và bán thú cưng cũng như các triển lãm tiêu chuẩn về đồ dùng cho thú cưng ở Châu Á - Thái Bình Dương.[2]
- Hội chợ việc làm, sự kiện trong đó nhà tuyển dụng, nhà tuyển dụng và trường học cung cấp thông tin cho nhân viên tiềm năng.[3]
- Khu vực hoặc hội chợ tiểu bang, một cuộc tụ họp cạnh tranh và giải trí hàng năm. Bao gồm các cuộc triển lãm hoặc đối thủ cạnh tranh đã giành chiến thắng trong các hạng mục của họ tại các hội chợ địa phương.
- Hội chợ khoa học, một sự kiện cạnh tranh dành cho các bài dự thi sử dụng phương pháp khoa học để kiểm tra giả thuyết.
- Hội chợ đường phố hoặc chợ của thị trấn/thành phố, bao gồm cả hội chợ thuê, tôn vinh tính cách của một khu phố và các thương gia địa phương.
- Hội chợ đền hoặc hội đền, hội chợ hàng năm được tổ chức tại các đền thờ của các tôn giáo khác nhau, bao gồm Lễ hội chùa Hương hoặc Lễ hội đền Hùng, một lễ hội thường niên ở Phú Thọ, Việt Nam mang tính chất quốc gia để suy tôn các vua Hùng là người đã có công dựng nước.[4]
- Hội chợ thương mại, một triển lãm được tổ chức để các công ty trong một ngành cụ thể có thể giới thiệu và trình diễn các sản phẩm và dịch vụ mới nhất của họ, nghiên cứu hoạt động của các đối thủ, đồng thời xem xét các xu hướng và cơ hội thị trường gần đây.[5]
- Hội chợ du lịch hay lễ hội hóa trang, một chương trình giải trí bao gồm các trò chơi giải trí, quầy hàng bán đồ ăn, quầy bán hàng tự động, trò chơi "may rủi và kỹ năng", các địa phương, doanh nghiệp lữ hành, hàng không sẽ mang đến nhiều tour, vé máy bay khuyến mãi.[6]
- Hội chợ làng hay fête, một lễ hội, bữa tiệc hoặc lễ kỷ niệm định kỳ công phu được người dân địa phương tổ chức để ăn mừng một vụ mùa bội thu hoặc các cuộc tụ họp tôn giáo.[7][8]
- Hội chợ thế giới, một triển lãm quốc tế được thiết kế để giới thiệu những thành tựu của các quốc gia.
- Hội chợ đặc sản vùng miền Việt Nam, là sự kiện thường niên do Trung tâm xúc tiến Đầu tư - Thương mại - Du lịch Hà Nội (HPA) tổ chức, nhằm nhằm tạo điều kiện cho các doanh nghiệp sản xuất đặc sản vùng miền khai thác thị trường Hà Nội, thâm nhập vào các hệ thống bán lẻ lớn.[9][10]
- Hội chợ sách, nơi các nhà xuất bản, tác giả và người đọc sách giao lưu, trao đổi và mua bán sách cũng như các văn phòng phẩm liên quan.[11][12][13]

## Lịch sử

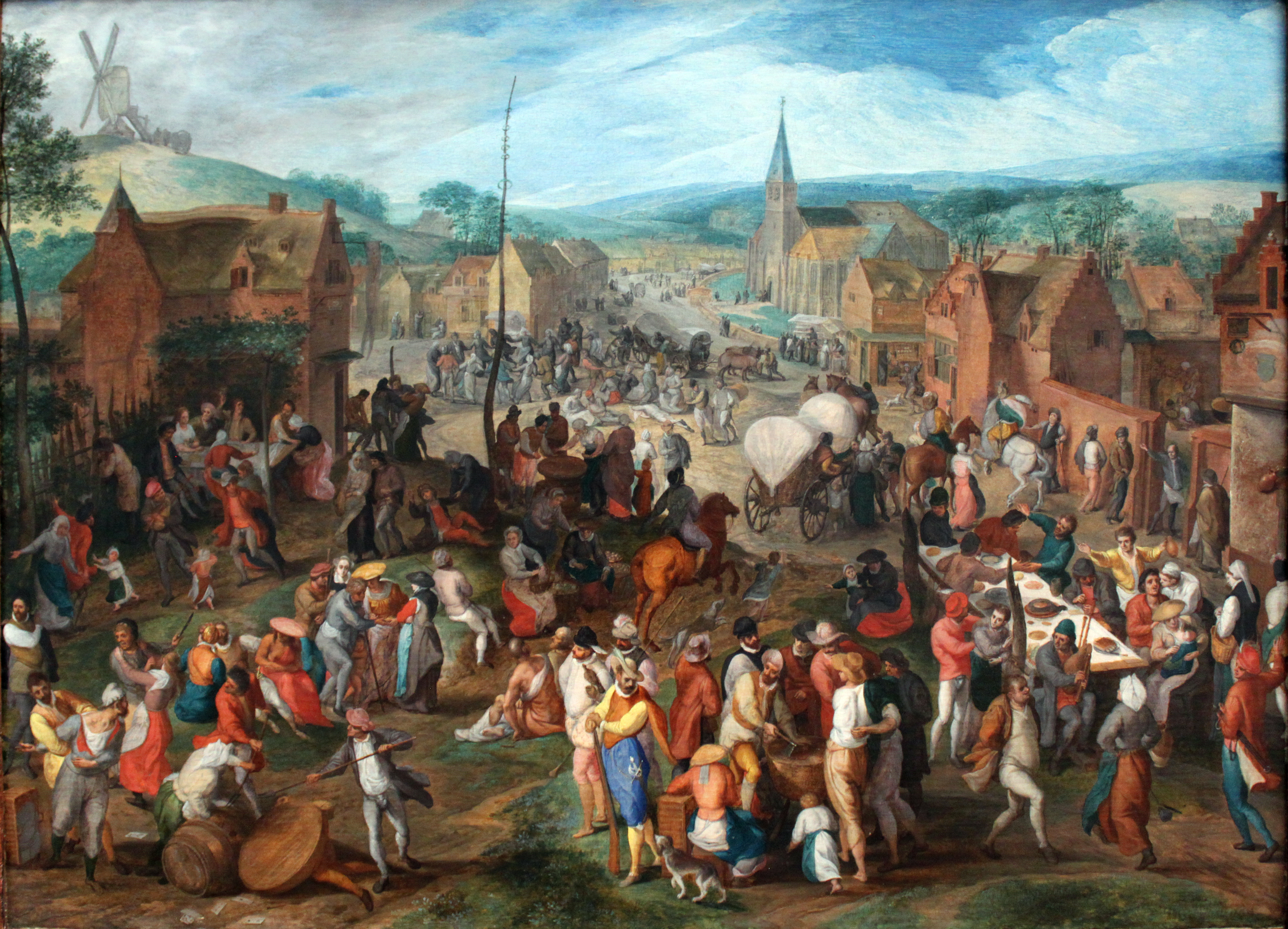
Village fair của họa sỹ Flemish Gillis Mostaert năm 1590

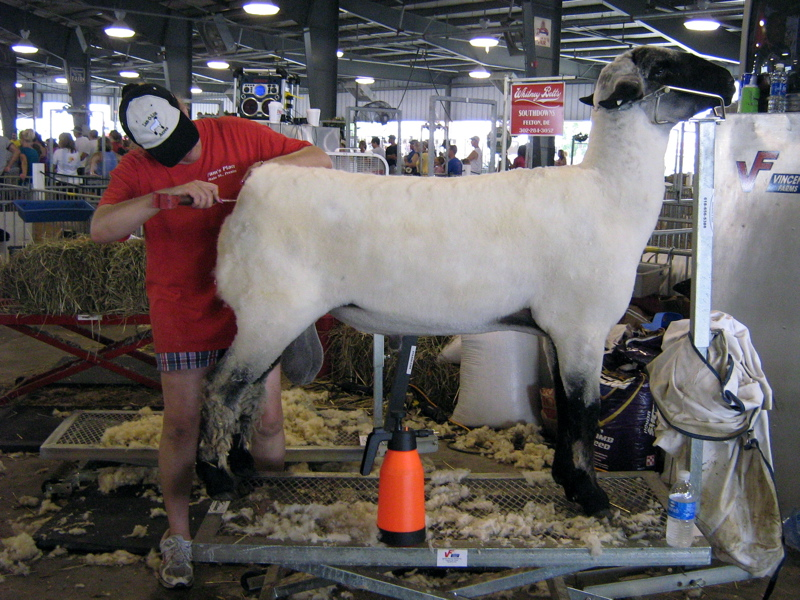
Hội chợ có thể bao gồm triển lãm vật nuôi và trước khi thi đấu, vật nuôi sẽ được chủ nhân của chúng chải chuốt

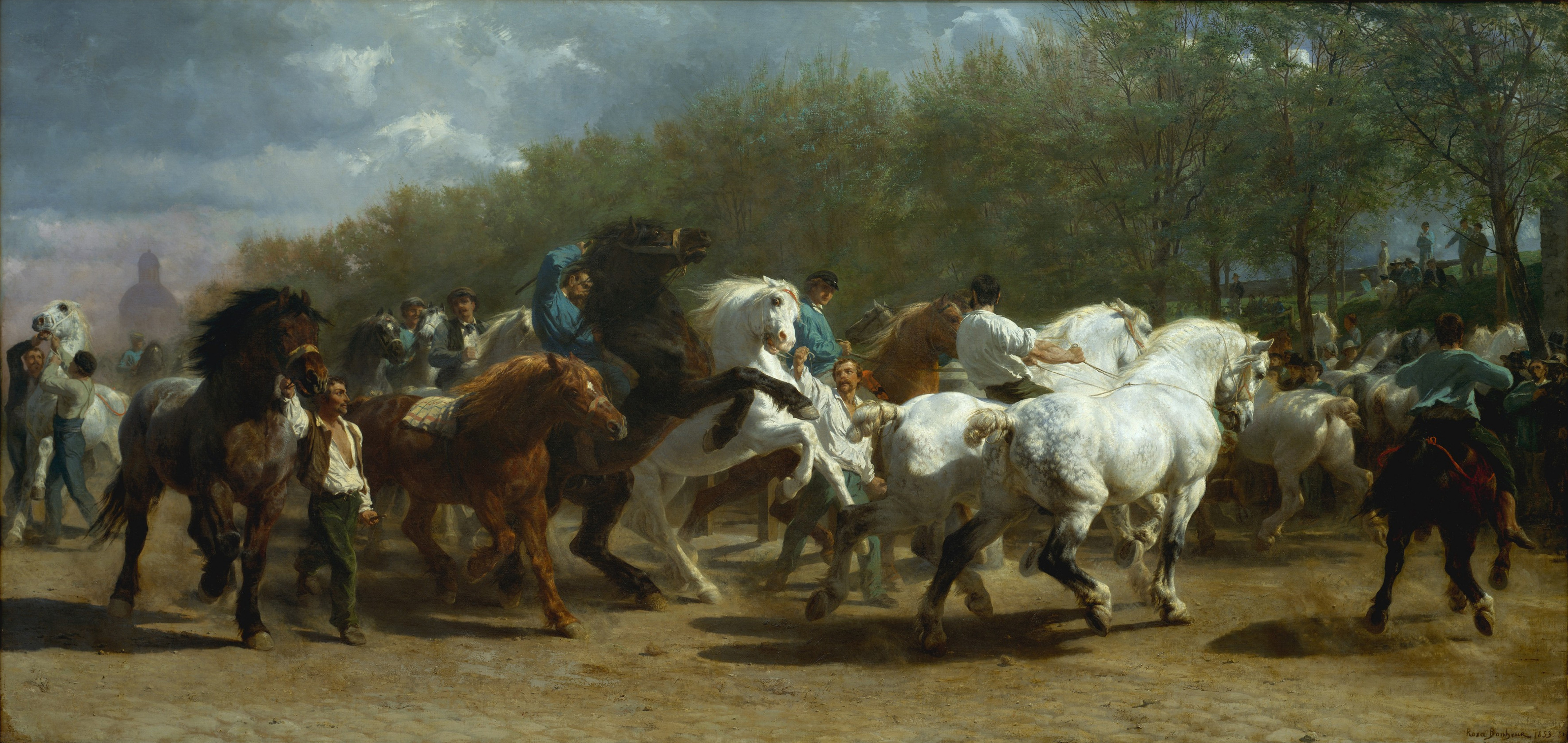
The Horse Fair, tranh của Rosa Bonheur (1852-1855)

Các hội chợ tại La Mã là một kỳ nghỉ, người dân tạm dừng lao động và cầu xin. Tại các tỉnh Judea và Syria Palaestina, giáo sĩ Do Thái cấm người Do Thái tham gia hội chợ ở một số thị trấn vì bản chất tôn giáo của hội chợ trái với thông lệ được quy định của Do Thái giáo.
Trong thời Trung cổ, nhiều hội chợ phát triển như chợ tạm thời và đặc biệt quan trọng đối với đường dài và thương mại quốc tế, khi các thương nhân bán buôn đi du lịch, đôi khi trong nhiều ngày, đến các hội chợ nơi họ có thể chắc chắn gặp nhau những người họ cần mua hoặc bán. Hội chợ thường gắn liền với những dịp tôn giáo Cơ đốc giáo đặc biệt, chẳng hạn như ngày Thánh của nhà thờ địa phương. Stagshaw ở Anh, được ghi nhận là đã tổ chức hội chợ hàng năm sớm nhất là vào năm 1293 bao gồm việc mua bán động vật. Cùng với hội chợ chính được tổ chức vào ngày 4 tháng 7, thành phố cũng tổ chức các hội chợ nhỏ hơn trong năm, nơi các loại động vật cụ thể sẽ được bán, chẳng hạn như một cho ngựa, một cho cừu và một cho trừu.
Kumbh Mela, được tổ chức 12 năm một lần, tại Allahabad, Haridwar, Nashik, và Ujjain là một trong những hội chợ lớn nhất ở Ấn Độ, nơi hơn 60 triệu người đã tụ tập vào tháng 1 năm 2001, khiến nó trở thành cuộc tụ họp lớn nhất ở bất kỳ đâu trên thế giới. Kumbha có nghĩa là bình và ''Mela'' có nghĩa là ''hội chợ'' trong tiếng Phạn.

### Trong nghệ thuật và ngôn ngữ
Tính chất hỗn loạn của Hội chợ Ngân hàng Stagshaw với hàng loạt người và động vật cùng các quầy hàng đã truyền cảm hứng cho chủ nghĩa thông tục ở Newcastle "giống như Hội chợ Ngân hàng Sân khấu" để mô tả một mớ hỗn độn nói chung.
Hội chợ quận của Mỹ được giới thiệu trong tác phẩm Charlotte's Web của E. B. White.